# Terebratulina kyusyuensis
Terebratulina kyusyuensis är en armfotingsart som beskrevs av Yoshitaka Yabe och Kishio Hatai 1934. Terebratulina kyusyuensis ingår i släktet Terebratulina och familjen Cancellothyrididae. Inga underarter finns listade i Catalogue of Life.